# Wappen Paraguays
Das Wappen Paraguays besteht aus dem Sello Nacional im Avers und dem Sello de Hacienda im Revers. Die beiden Seiten des Wappens finden sich auf den beiden Seiten der Flagge Paraguays wieder.

## Geschichte
Das erste Wappen des südamerikanischen Binnenstaates wurde 1812 eingeführt, ohne jedoch seine Form festzulegen. 1820, unter der Herrschaft José Gaspar Rodríguez de Francias, erschien eine erste Version des Wappens in offiziellen Dokumenten, 1842 wurden im Ley del Pabellón Nacional durch den Congreso General Extraordinario erstmals die staatlichen Symbole Paraguays beschrieben.
1967 wurde die Beschreibung der staatlichen Symbole Teil der Verfassung Paraguays, selbiges geschah in der 1992 installierten neuen Verfassung. Der Text in der Verfassung schreibt vor, dass die Eigenschaften und der Gebrauch, so sie durch das Ley del Pabellón Nacional von 1842 nicht vorgeschrieben sind, durch neue Gesetze festgelegt werden können. Dadurch waren seit der Einführung des Wappens zahlreiche Varianten des Wappens, insbesondere des Sello de Hacienda, in Gebrauch. Zuletzt wurde das Wappen im Juni 2013 verändert, indem Änderungen aus der Stroessner-Epoche wieder verworfen wurden.

## Beschreibung
Das Sello Nacional in seiner heute üblichen Form zeigt im runden weißen Schild einen Ring mit Inschrift in schwarzen Majuskeln: „República del Paraguay“. Umgeben wird ein fünfstrahliger gelber Stern rechts von einem grünen Palmenzweig und links von einem grünen Olivenzweig.
Die gegenwärtig gebräuchliche Variante des Sello de Hacienda zeigt einen eine Lanze mit einer phrygischen Mütze haltenden Löwen unter der Inschrift „Paz y Justicia“ („Frieden und Gerechtigkeit“).